# Ainring
Ainring er en kommune i den sydøstlige del af den tyske delstat Bayern, i Regierungsbezirk Oberbayern, med godt 10.000 indbyggere.

## Geografi
Nabokommuner er fra nord Saaldorf-Surheim, Freilassing, Teisendorf, Anger og Piding og i Østrig Wals-Siezenheim.
Grænsen til Østrig mod sydøst, dannes af floden Saalach, og kan i kommunen kun passeres via to fodgængerbroer; den nærmeste bro for biler er mod nord i Freilassing eller mod syd via Autobahn A 8 i Piding.

## Bydele, landsbyer og bebyggelser
Ainring består af Abfalter, Adelstetten, Ainring, Bach, Berg, Bicheln, Bruch, Buchreit, Doppeln, Feldkirchen, Gehring, Gessenhart, Hammerau, Hasholzen, Hausmoning, Heidenpoint, Hinterau, Höglau, Mitterfelden, Mühlreit, Niederstraß, Ottmaning, Perach, Pirach, Rabling, Schiffmoning, Straß, Heidenpoint, Thundorf, Thundorfer Mühle, Rabling, Rain, Sur, Ulrichshögl, Weng, Wiesbach und Winkeln.